# Flughafen Växjö/Kronoberg

i7
i11
i13

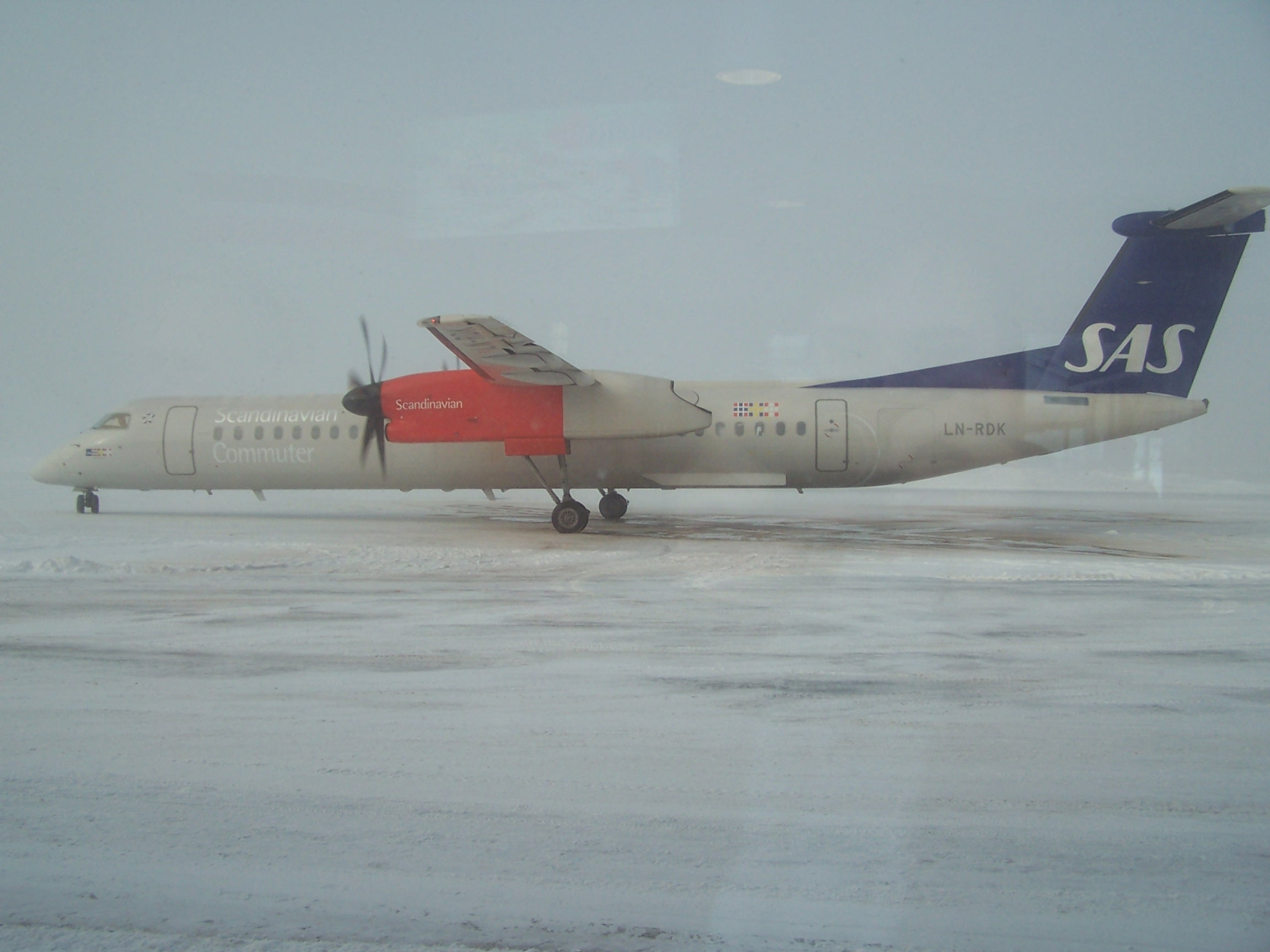
Eine De Havilland DHC-8-400 der SAS am Flughafen Växjö/Kronoberg

Der Flughafen Växjö/Kronoberg  (Eigenbezeichnung Växjö Småland Airport, IATA-Code: VXO, ICAO-Code: ESMX) ist ein schwedischer Flughafen im Süden Smålands. Er befindet sich etwa 6 Kilometer nordwestlich vom Stadtzentrum Växjös.
Der Flughafen gehört zu 55 % dem Provinziallandtag von Kronobergs län, zu 42 % der Gemeinde Växjö und zu 3 % der Gemeinde Alvesta. Er wird daher als kommunale Aktiengesellschaft bewirtschaftet.
Der Kontrollturm ist einer der modernsten in ganz Schweden und wurde 2000 neu ausgestattet.
Die Landebahn wurde im Jahr 1997 für ca. 4,3 Millionen Euro aufwendig renoviert, sodass ein Präzisionsanflug auf Bahn 19 sowie ein mit NDB und LLZ unterstützter Anflug auf Bahn 01 möglich ist.

## Fluggesellschaften und Ziele
Folgende Flugziele werden Stand Juli 2025 vom Flughafen Växjö/Kronoberg regelmäßig angeflogen:
| Fluggesellschaft | Flugziele                                     |
| ---------------- | --------------------------------------------- |
| Västflyg         | Stockholm/Bromma                              |
| Norwegian        | Alicante                                      |
| Ryanair          | Alicante, Zadar (saisonal), Danzig (saisonal) |

Weiterhin gibt es Charterverbindungen nach Zypern, Griechenland und Spanien.